# Hermann Wenzel (Komponist)

Hermann Wenzel

Hermann Richard Wenzel (* 16. Dezember 1863 in Großschönau, Sachsen; † 17. Juni 1944 in Großschönau) war ein deutscher Komponist.

## Leben
Wenzel wurde im Dezember 1863 als Sohn des Damastwebers und Laienmusikers Carl Gottfried Wenzel in Großschönau geboren. Seine musikalische Begabung zeigte sich schon in seiner Jugend, als er mit elf Jahren in den Kirchenchor eintrat. Der Kantor seines Heimatortes erkannte diese Begabung und erteilte ihm Unterricht in Kontrapunkt und Orgelspiel. Bald konnte er seinen Lehrer an der Orgel vertreten. Zunächst besuchte er die sogenannte Webschule in Großschönau und erlernte den Beruf seines Vaters. Aus finanziellen Gründen war es ihm erst mit 21 Jahren möglich, ein Studium der Musik zu beginnen. Er trat in das Dresdner Konservatorium ein. Dort erhielt er eine gründliche Ausbildung im Klavier- und Violinspiel, in Gesang, Harmonielehre und Komposition, letztere bei Felix Draeseke. Nach dem Studium kehrte er 1887 in seinen Heimatort zurück und ließ sich als freier Musiklehrer, Chorleiter und Komponist nieder. Am 17. April 1913 wurde ihm durch den sächsischen König Friedrich August III. der Titel „königlicher Musikdirektor“ verliehen. Hermann Wenzel starb nach einem Gehirnschlag am 17. Juni 1944 in Großschönau. Sein Geburts- und Wohnhaus in der Oberen Mandaustraße, das er mit seiner Ehefrau Minna Paulina, geb. Marx, bewohnte, besteht bis heute und befindet sich in Privatbesitz. Von seinen vier Kindern ist sein einziger Sohn Martin Wenzel als Musiker in Zittau zu nennen, der einige seiner Werke überarbeitet und neu herausgegeben hat.

## Werke
Seine erste Komposition für Klavier, die Salonfantasie Frühlingsklänge, op. 12, war der Anfang einer langen Schaffensperiode. Seine anfänglich komponierten Salonstücke, Tänze und Märsche für Klavier erzielten große Erfolge. Er schrieb mehrere tausend solcher leicht fasslichen Klavierwerke. Bis zum Ersten Weltkrieg erschienen über 500 Einzelausgaben von Salonstücken. Darunter befindet sich die außerordentlich populär gewordene Gavotte Veilchen aus Abbazia, op. 214, die sowohl für Salonorchester als auch Chorwerk bearbeitet wurde. Nach 1918 wurden keine weiteren neuen Salonstücke als Einzelausgabe veröffentlicht.
Zu nennen sind auch die 12 Bände des Schweizer Salon Albums, das auch heute noch für den Anfangsunterricht im Klavierspiel als Nebenmaterial herangezogen wird. Daneben liegen eine Vielzahl von weltlichen und geistlichen Werken für Männerchor, Frauenchor und gemischten Chor vor. Auch einige Lieder und Arien für Singstimme und Klavier bzw. Orgel umfassen sein Werk. Daneben existieren Kompositionen für Cello und Klavier sowie Sonatinen für Violine und Klavier. Eine Violinschule blieb unveröffentlicht.
Herausragend sind seine Kompositionen für Harmonium, hier sind vor allem die Bände Allerseelen, Choralvorspiele und Orgelzauber mit Fantasien über verschiedene protestantische Choräle zu nennen. In seinen Kompositionen für Harmonium verwendet er ein breites Harmoniespektrum. Wenzel schrieb selbst eine Klavier- und eine Harmoniumschule.
Seine Werke erschienen bis auf op. 2, Jugendzeit für Männerchor und Baritonsolo a cappella, alle beim Verleger Fr. Portius, vormals in Leipzig (dann Stuttgart, Glonn bei München, Zwiesel, Mauerkirchen in Österreich und mittlerweile erloschen). In diesem Verlag erschienen auch Werke unter den Pseudonymen Otto Fröhlich, Georg Blüthner (wohl aufgrund seines Flügels aus dem Hause Blüthner, Leipzig) und Emil Radi (nicht gesichert). Seine Werke fanden weltweit große Verbreitung und erfreuten sich großer Beliebtheit. Durch die gesellschaftlichen Veränderungen nach dem Ersten und vor allem Zweiten Weltkrieg, geriet sein Schaffen in Vergessenheit.
Zahlreiche Liederalben von Wenzel befinden sich im Bestand im Sächsischen Staatsarchiv, Abteilung Staatsarchiv Leipzig.

## Bibliographie / Im Druck erhältliche Kompositionen
- Stimmungsbilder. 60 lyrische Tonstücke für Harmonium komponiert von Hermann Wenzel. 4 Bände. Leipzig, Fr. Portius (Andr. Scherz) [um 1910] (Ausgabe Portius).
- Veilchen aus Abbazia. Gavotte für Piano componiert von Hermann Wenzel. Op. 214. Fr. Portius Musikverlag Leipzig 1927.
- Hermann Wenzel: Choralperlen. Eine Auswahl der schönsten und bekanntesten Choräle und geistlichen Lieder für Harmonium von Hermann Wenzel mit Text und charakteristischem Vor-, Zwischen- und Nachspiel für die jeweilige Melodie von Carl Schönherr. Fr. Portius Musikverlag Leipzig 1929 (Ausgabe Portius).
- Richard Wagner: Opernschatz. Melodien aus Wagners Bühnen-Werken, für Harmonium-Solo mit unterlegtem Text. Leicht bearbeitet von Hermann Wenzel. 2 Bände. Fr. Portius Musikverlag Leipzig [um 1930] (Ausgabe Portius).
- Praktische Harmoniumschule. Ausführlicher Lehrgang. Das Harmonium von den ersten Anfängen an sicher und gründlich spielen zu lernen nebst Anleitung zum Registrieren und mit vielen Übungs- und Unterhaltungsstücken, bearbeitet von Hermann Wenzel. 13. Tausend. Leipzig, Fr. Portius (Andr. Scherz) 1931 (Ausgabe Portius).
- Harmonium-Etüden, 2 Bände